# 劉家韾
劉家韾（英文名：Betty Liu，1951年—），是無綫電視新聞部明珠台七點半新聞報道前擔任主播，現已退休。

## 生平
劉家馨曾在海外完成留學畢業後，她於1975年曾入職佳藝電視擔任演員、記者、助理編導及編導至1978年佳視結業倒閉後加盟香港電台任職一年後才轉到無綫電視，到了1980年代便成為七點半新聞主播至今，1999年便離開無綫電視，然而；選擇開始退出幕後，曾轉為有線電視擔任了新聞台台長，直至2000年至2008年期間才獲委任香港政府前官員以及翌年加盟平等機會委員會機構傳訊及培訓主任，一直至2008年之後息影淡出香港新聞工作者。

## 曾任職的機構及職位
- 1975年—1978年：前佳藝電視記者
- 1978年—1979年：前香港電台記者
- 1979年—1999年：前無綫新聞記者（前無綫新聞女主播）
- 1999年—2000年：前有線新聞新聞台台長
- 2000年—2008年：平等機會委員會機構傳訊及培訓主任

## 外部連結
- 醜態畢露 愈描愈黑 朱培慶拒回應背妻尋歡 （页面存档备份，存于）